# Carex prairea
Carex prairea là một loài thực vật có hoa trong họ Cói. Loài này được Dewey ex Alph.Wood mô tả khoa học đầu tiên năm 1861.